# Reichenberg (Rheinland-Pfalz)
Reichenberg ist eine Ortsgemeinde im Rhein-Lahn-Kreis in Rheinland-Pfalz. Sie gehört der Verbandsgemeinde Loreley an, die ihren Verwaltungssitz in St. Goarshausen hat.

## Geographie
Reichenberg liegt nahe der Loreley ca. 2 km Luftlinie entfernt vom Rhein. Der Ort erstreckt sich in einer Tallage rund um die Burg Reichenberg. Die drei Bäche Hasenbach (Bogeler Bach), Reitzenhainer Bach und Forstbach durchschneiden die Gemarkung. Im südlichen Teil der Gemarkung befindet sich die leicht wellige Feldflur auf einer Höhe von 270 bis 320 m ü. NHN.
Knapp 20 % der Gemarkung ist bewaldet, 75 % wird als Ackerfläche und Grünland genutzt. Die Ortslage umfasst ca. 0,14 km².
Die Gemeinde gehört zum UNESCO-Welterbe Oberes Mittelrheintal.

## Geschichte

### Katzenelnbogener Herrschaft (1319–1479)
Die erste urkundliche Erwähnung fand 1319 im Zusammenhang mit der Baugenehmigung für die Burg statt. Es gab eine Talsiedlung von Handwerkern, Tagelöhnern und Arbeitern. Die Stadtrechte wurden 1324 verliehen. Durch den frühen Tod des Bauherrn Graf Wilhelm I. im Jahre 1331 wurden die ursprünglichen Baupläne nicht ausgeführt. Im Teilungsvertrag von 1352 wurde die Siedlung im Tal (dale) dem Sohn Wilhelm II. zugesprochen. Im Jahr 1380 fand der Kapellenanbau und die Altarweihe der heute noch vorhandenen Kirche statt. Am 28. Juli 1479 starb mit Philipp I. dem Älteren der letzte Graf von Katzenelnbogen. Reichenberg fiel damit an die Landgrafen von Hessen.

### Hessische Herrschaft (1479–1806)
Die Linien Hessen-Kassel, Hessen-Darmstadt und Hessen-Rothenburg bestimmten fortan die Geschicke Reichenbergs. Zum Ende des Dreißigjährigen Krieges (1618–1648) wurde 1647 die Burg belagert und gestürmt. Erst 1737 wurde die Kirche wieder aufgebaut. Noch bis 1841 gingen die Reichenberger Kinder nach Patersberg in die Schule. Im November 1806 wurde das Gebiet der früheren Niedergrafschaft und späteren Hessischen Ämter, wie Reichenberg (auch Thalreichenbach genannt), von französischen Truppen besetzt und verwaltet (pays réservé). Dieser Zustand dauerte bis zu den Befreiungskriegen.

### Herzogtum Nassau (1816–1866)
1816 kam Reichenberg zum Herzogtum Nassau und wurde nun nach der Herzoglich-Nassauischen Gemeindeordnung verwaltet. Ab 1848 lag die Verwaltung in den Händen des Gemeinderates. Aus dieser Zeit sind Protokolle und Bürgerlisten vorhanden. Ab 1846 wurde die heutige B 274 als „Chaussee 2 ter Classe“ von St. Goarshausen durch das Hasenbachtal in Richtung Bogel gebaut. Nach dem Ende des Deutsch-Deutschen Krieges 1866 zwischen Preußen und Österreich, wurde das Herzogtum und somit auch Reichenberg von Preußen annektiert.

### Preußen (1867–1918)
Nach der Auflösung des Herzogtums Nassau 1866 kam Reichenberg zum Königreich Preußen. Es wurde Teil der preußischen Provinz Hessen-Nassau im Regierungsbezirk Wiesbaden. 1899 erreichte die ab 1898 von St. Goarshausen her gebaute Nassauische Kleinbahn Reichenberg. 1904 wurde die neue Schule im Untertal eingeweiht. Bis 1965 gingen die Reichenberger Kinder in diese einklassige Grundschule. Heute wird das Gebäude als Dorfgemeinschaftshaus genutzt. 1913 erhielt Reichenberg elektrisches Licht. Im Ersten Weltkrieg war der Tod von acht Mitbürgern zu beklagen.

### Weimarer Republik
Nach dem Ende des Ersten Weltkrieges besetzten erst amerikanische, dann französische Truppen das Rheinland. Zu dieser Besatzungszone gehörte auch Reichenberg. Die Franzosen zogen im Herbst 1929 ab.
1921 wurde westlich der evangelischen Burgkirche ein schlichtes Ehrenmal errichtet in das die Namen der acht Gefallenen eingemeißelt sind. 1923 wurde ein Teil der Felder der Staatsdomäne Offenthal an Reichenberger Landwirte abgetreten. 1927 wurde mit dem Bau der Wasserleitung in Reichenberg begonnen.

### 1933 bis 1945
Nach dem am 15. Dezember 1933 in Kraft getretenen neuen Gemeindeverfassungsgesetz entschied der Bürgermeister, der Gemeinderat hatte nur noch beratende Funktion und tagte nichtöffentlich. Die seit 1848 mühsam errungenen demokratischen Verwaltungsreformen wurden durch dieses Gesetz hinfällig. Trotz verschiedentlicher alliierter Angriffe mit Brand- und Sprengbomben im Jahr 1943, dem Absturz eines amerikanischen B-25 Bombers in der Nähe des Hof Offenthal 1944 und dem Beschuss, vor allem des Burgberges, durch amerikanische Artillerie-Einheiten 1945 von der anderen Rheinseite aus waren keine großen Zerstörungen oder Verluste in der Zivilbevölkerung zu beklagen. Allerdings kehrten insgesamt 18 Reichenberger nicht aus dem Zweiten Weltkrieg zurück. An sie erinnert eine Tafel, die vor dem vorhandenen Ehrenmal angebracht wurde.
Am 26./27. März 1945 wurde Reichenberg von US-amerikanischen Truppen eingenommen.

### Nach 1945

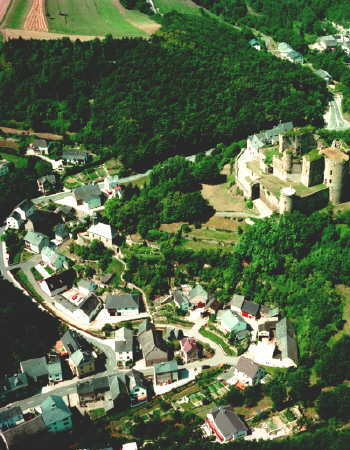
Luftbild von Reichenberg

Im Zuge der Flurbereinigung 1953 wurde die Feldflur neu geordnet. Der Innerortsbereich wurde wegen der schwierigen Besitzverhältnisse nicht angefasst. 1965 wurde die einklassige Grundschule aufgelöst. Die Kinder gingen zuerst nach St. Goarshausen, später in die neu errichtete Mittelpunktschule St. Goarshausen-Heide. Im Zuge der Verwaltungsreform wurde 1972 Reichenberg der Verbandsgemeinde Loreley zugeordnet, die seither die Verwaltungsgeschäfte übernommen hat. Im selben Jahr stürzte das sichtbare Wahrzeichen der Burg, der zweite Burgturm, ein. 1980/81 wurde die ehemalige Schule in ein Dorfgemeinschaftshaus umgebaut. Dabei erbrachte die Ortsbevölkerung freiwillige Arbeitsleistungen von über 2000 Stunden. Der Gemeinderat beschloss 1982 Straßennamen und löste damit die bis dahin bestehende fortlaufende Nummerierung der Häuser ab. 1983 erhielt Reichenberg ein Ortswappen. Die Darstellung nimmt ausschließlich historischen Bezug auf das Katzenelnbogener Grafenhaus mit seinem Wappentier und der ursprünglichen Burgansicht. 1997 wurde Reichenberg kanalisiert, bis auf fünf Außenbereichsgrundstücke werden seither die Abwässer der Kläranlage in der Pulsbach zugeführt. Die Chronik „Reichenberg Dorf und Burg im Taunus“ wurde Ende 2000 von Karl Willi Hebel fertiggestellt und von der Gemeinde herausgegeben. Am 1. Januar 2003 trat ein Gemarkungstausch zwischen den Gemeinden Bornich und Reichenberg in Kraft, der die notwendigen Voraussetzungen für die eigenständige Verpachtung der Reichenberger Jagd schuf.

## Einwohnerentwicklung
Da Reichenberg schon seit seiner Gründung durch die Lage in einem engen Tal unterhalb der Burg wenig Ausdehnungsmöglichkeiten hatte, entwickelte sich die Bevölkerungszahl nur sehr zögerlich und erreichte in der Spitze nur knapp 300 Einwohner.
Einwohnerzahl
Die aktuelle Einwohnerzahl beträgt 171 Personen (31. Dezember 2024).
Altersstruktur
Gerade in den letzten Jahren steigt der Altersdurchschnitt dramatisch. Der Anteil der Einwohner im Alter von 60 Jahren und darüber liegt inzwischen über 40 %.
Die folgende Übersicht zeigt die Altersstruktur vom 31. Dezember 2024
| Alter von – bis   | 0–9  | 10–19 | 20–39 | 40–59 | Über 60 | Gesamt |
| ----------------- | ---- | ----- | ----- | ----- | ------- | ------ |
| Einwohnerzahl     | 18   | 7     | 41    | 31    | 74      | 171    |
| Anteil in Prozent | 10,5 | 4,1   | 23,9  | 18,1  | 43,4    | 100,0  |

## Politik

### Gemeinderat
Der Ortsgemeinderat in Reichenberg besteht aus sechs Ratsmitgliedern, die bei der Kommunalwahl am 9. Juni 2024 in einer Mehrheitswahl gewählt wurden, und dem ehrenamtlichen Ortsbürgermeister als Vorsitzendem.

### Bürgermeister
Christopher Daum wurde am 16. Dezember 2024 Ortsbürgermeister von Reichenberg. Da für die Direktwahl am 9. Juni 2024 kein Wahlvorschlag eingereicht wurde, oblag die Neuwahl des Bürgermeisters gemäß rheinland-pfälzischer Gemeindeordnung dem Gemeinderat. Dieser wählte Christopher Daum einstimmig zum Ortsbürgermeister.
Daums Vorgänger Karl Heinz Goerke (parteilos) hatte das Amt seit 2004 inne und kandidierte bei der Wahl 2024 nicht erneut.

## Wirtschaft und Infrastruktur
Reichenberg liegt an der B 274 zwischen Sankt Goarshausen und Nastätten. Durch die Gemeinde selbst führt die Kreisstraße 90. Den nächsten Autobahnanschluss erreicht man über die Fähre St. Goarshausen – St. Goar in Pfalzfeld. Die A 61 führt im Norden Richtung Koblenz/Niederrhein und im Süden bis zum Hockenheimring.
Der nächste Bahnhof ist in St. Goarshausen. Busse verkehren im Wesentlichen als Schüler- bzw. Kindergartenbusse zu den Schulen in St. Goarshausen und Nastätten. Daneben gibt es regelmäßige Anruflinienfahrten (ALFA), die zwei Stunden im Voraus bestellt werden müssen.
Auf dem ehemaligen Kleinbahndamm führt der Radweg von St. Goarshausen nach Zollhaus an Reichenberg vorbei.
Reichenberg ist landwirtschaftlich geprägt. Allerdings existieren nur noch ein konventioneller und ein Bio-Vollerwerbsbetrieb. Zusätzlich gibt es noch zwei größere Nebenerwerbsbetriebe. Verschiedene selbstständige Dienstleister arbeiten überwiegend von zu Hause aus. In Reichenberg gibt es ansonsten keine Arbeitsplätze.
Reichenberg besitzt kein Geschäft und keine Gastwirtschaft. Dinge des täglichen Bedarfs müssen in St. Goarshausen oder Nastätten gekauft werden. Dies gilt auch für die ärztliche Versorgung.

## Kultur und Sehenswürdigkeiten

### Burg Reichenberg
In einer Urkunde vom 10. August 1319 gestattet der Erzbischof Baldewin von Trier den Katzenelnbogener Grafen Wilhelm I. die Errichtung einer Burg auf dem Berge „richenberch“. Die Burg Reichenberg diente der Wegsicherung von der älteren Katzenelnbogener Rheinfels (1245) in die Grafschaft. Durch den frühen Tod von Graf Wilhelm I und den Teilungsvertrag von 1352 erreicht die Burg nie die ursprünglich geplante Größe.
|  |  |  |

### Evangelische Kirche
Bereits in der ersten Bauphase der Burg gab es schon einen Kapellenraum in der erweiterten Schildmauer. Am jetzigen Standort wurde die Kirche 1380 unter Wilhelm II. errichtet. Bereits 1538 ging die Kirche in das Eigentum der evangelischen Kirchengemeinde über, allerdings endete das Eigentum an den Außenmauern. Im Dreißigjährigen Krieg wurde die Kirche fast gänzlich zerstört. 1737/38 erreichte sie wieder einen ordentlichen Zustand, eine Tafel mit lateinischer Inschrift kündet noch heute von dieser Renovierung. 1792 erhielt die Kirche über dem Altar die heutige Orgel, diese wurde allerdings 1963, bei der letzten großen Renovierung, auf die gegenüberliegende Seite verschoben.
|  |  |  |  |

### Römerstraße
Durch die Gemarkung verläuft die Hessen- oder Römerstraße. Sie führte von Trier über eine Rheinfurt bei St. Goarshausen bis nach Kassel. In der Nähe der Schutzhütte wurde eine kurze Strecke freigelegt und mit einem Hinweisstein versehen.
|  |  |